# Koinzidenzfrequenz

Biegewelle in einer Platte (orange) angeregt durch eine Schallwelle (blaue Wellenfronten). Der kürzere Pfeil zeigt die Einfallsrichtung (Winkel θ) und die Wellenlänge λ in Luft. Der längere Pfeil zeigt die Wellenlänge λ/sin θ der Biegewelle. Koinzidenz liegt vor, wenn die Biegewelle um denselben Faktor 1/sin θ schneller ist als die Schallgeschwindigkeit.

Koinzidenz oder Spuranpassung ist in der Akustik die Übereinstimmung der frequenzabhängigen Phasengeschwindigkeit von Biegewellen in flächigen Bauteilen mit der frequenzunabhängigen Geschwindigkeit der Spur der Luftwelle auf dem Bauteil. Die Koinzidenzfrequenz, bei der das eintritt, hängt über die Geschwindigkeit der Spur, also der Schnittlinien der Wellenfronten mit der Oberfläche, vom Einfallswinkel ab. Für streifenden Einfall strebt die Koinzidenzfrequenz gegen die Koinzidenzgrenzfrequenz {\displaystyle f_{g}.}
Die Koinzidenz ist im Bereich der Schalldämmung von Bedeutung: Sie  bewirkt einen Einbruch der Schalldämmung eines Bauteils.
Für ebene oder zumindest abwickelbare Bauteile mit über die Fläche homogenen Eigenschaften gilt
{\displaystyle f_{g}={\frac {c_{l}^{2}}{2\pi }}{\sqrt {\frac {m''}{B'}}}}
mit
- {\displaystyle c_{l}}: Schallgeschwindigkeit in Luft
- {\displaystyle m''}: flächenbezogene Masse des Materials
- {\displaystyle B'}: auf die Breite bezogene Biegesteifigkeit des Materials

Für nicht geschichtetes, also über die Dicke homogenes Material gilt {\displaystyle B'=E\cdot I'} mit
- {\displaystyle E}: Elastizitätsmodul
- {\displaystyle I'=d^{3}}: auf die Breite des Querschnitts bezogenes Flächenträgheitsmoment.

Bei der Schalldämmung gilt es, ein Bauteil so zu bemessen, dass die Koinzidenzfrequenz im nichthörbaren Bereich liegt, z. B. durch Erhöhung bzw. Erniedrigung der Masse oder der Biegesteifigkeit (bis 100 Hz biegesteifes, über 3125 Hz biegeweiches Bauteil).
Mehrschalige Bauteile können mehrere Koinzidenzfrequenzen aufweisen. So besitzen Schallschutzverglasungen oder Schallschutz-Trockenbauwände unterschiedliche dicke Glasscheiben bzw. Beplankungen, um durch den Frequenzversatz der Koinzidenzfrequenzen einen extremen Einbruch der Schalldämmung zu verhindern.